# Kroke

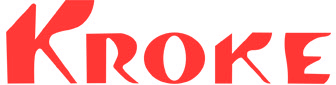
Logo skupiny

Kroke (קראקע) je polská hudební skupina hrající ve stylu world music, zejména pak klezmer židovskou hudbu. Skupina pochází z Krakova, což se stalo insiprací pro název skupiny - Kroke je v jazyce jidiš název Krakova.
Skupina byla založena v roce 1992 třemi absolventy Krakovské hudební akademie. Skupina spolupracuje s dalšími sólovými hudebníky (Nigel Kennedy, Edyta Geppert, Maja Sikorowska ad.)